# Cantón de Vernon-Sur
El cantón de Vernon-Sur era una división administrativa francesa, que estaba situada en el departamento de Eure y la región de Alta Normandía.

## Composición
El cantón estaba formado por seis comunas, más una fracción de la comuna que le daba su nombre:
- Douains
- Houlbec-Cocherel
- La Heunière
- Mercey
- Rouvray
- Saint-Vincent-des-Bois
- Vernon (fracción)

## Supresión del cantón de Vernon-Sur
En aplicación del Decreto n.º 2014-241 de 25 de febrero de 2014, el cantón de Vernon-Sur fue suprimido el 22 de marzo de 2015 y sus 7 comunas pasaron a formar parte; seis del nuevo cantón de Pacy-sur-Eure y una del nuevo cantón de Vernon.